# 黄昏色のハーフムーン
ミュージカル・ドラマ『黄昏色のハーフムーン』（たそがれいろのハーフムーン）は宝塚歌劇団のミュージカル作品。18場。
雪組公演。作・演出は中村暁。

## 解説
※『宝塚歌劇100年史（舞台編）』の宝塚大劇場公演を参照。
1940年代から1950年代のニューヨークを舞台とする若者たちの青春物語。

## 公演期間と公演場所
- 1990年6月29日 - 8月7日[3]（新人公演：7月17日[4]）　宝塚大劇場
- 1990年11月3日 - 11月25日[5]（新人公演：11月13日[4]）　東京宝塚劇場

## スタッフ
※氏名の後ろに「宝塚」、「東京」の文字がなければ両公演共通
- 作曲・編曲：寺田瀧夫、吉田優子、西村耕次
- 音楽指揮：野村陽児（宝塚）、北沢達雄（東京）
- 振付：羽山紀代美、尚すみれ
- 装置：大橋泰弘
- 衣装：任田幾英
- 照明：今井直次
- 小道具：榎本満春
- 効果：中屋民生
- 音響監督：松永浩志
- 演出助手：木村信司
- 舞台進行：川口俊一
- 製作担当：柏原正一（東京）
- 制作：高野賢一

## 主な配役
※氏名の後ろに「宝塚」、「東京」の文字がなければ両公演共通
本公演
- フィリップ - 杜けあき
- シルヴィア - 鮎ゆうき
- ピート - 一路真輝
- スザンヌ(クレセント・シアターの看板スター) - 仁科有理
- クリスティーン - 五条まい
- マクダーモット(クレセント・シアターの支配人) - 北斗ひかる
- ジョー(パブ“リビエラ”の主人)／天使ミカエル - 真咲佳子
- ウィリアムス(ニューヨーク・ショー界の大物プロデューサー) - 箙かおる
- レオーネ(“キャンディ・ドールズ”の経営者でボス) - 海峡ひろき
- マダム・デージー(“キャンディ・ドールズ”の女主人。レオーネ夫人) - 小乙女幸
- 銀色ウルフ(レオーネの子分。チンピラ) - 高嶺ふぶき
- 流し目スタン(レオーネの子分。チンピラ) - 轟悠
- ロイ(クレセント・シアターの振付家) - 古代みず希
- アーチー(ハーフムーン館の管理人) - 亜実じゅん
- ジャネット(アーチーの妻) - 一原けい
- B・J(クレセント・シアターのダンサー) - 飛鳥裕
- アラン(クレセント・シアターのダンサー) - 和央ようか
- エイミー(クレセント・シアターのダンサー) - 野添さゆ紀
- アンナ(クレセント・シアターのダンサー) - 早原みゆ紀
- ロレッタ(クレセント・シアターのダンサー) - 美月亜優
- ムハマッド(アラブの石油王) - 黛れいな
- チャールズ(パブの客) - はやせ翔馬
- ジェイン(ウィリアムスの秘書) - 白鷺まどか
- リック - 楓沙樹

新人公演
- フィリップ - 轟悠
- シルヴィア - 五条まい
- ピート - 和央ようか
- クリスティーン - 五峰亜季
- スザンヌ - 朝霧舞
- マクダーモット - 地矢晃
- ジョー - 和光一
- ウィリアムス - 葛城七穂
- マダム・デージー - 秋野さとみ
- 銀色ウルフ - 多彩しゅん
- 流し目スタン - 有未れお
- ロイ - 矢吹翔
- アンナ - ?（宝塚）、星奈優里（東京）
- ロレッタ - ?（宝塚）、朝奈亜弓（東京）

## 主な楽曲
- 黄昏色のハーフムーン(主題歌)
- ウインク・ウインク・ガールズ（A）
- ウインク・ウインク・ガールズ（B）
- キャンディー・ドールズ
- 千夜一夜の夢
- 遠い思い出（作詞 中村　暁 作曲 寺田瀧雄）
- もっと輝いて
- 夢のつづき（作詞 中村　暁 作曲 吉田優子）
- WE LOVE PETE!
- 銀色と流し目のブルース
- ニューヨーク・タウン
- リビエラバラード
- リビエラ・ロックンロール（作詞 中村　暁 作曲 西村耕次）

備考 TMPC-80~81(1990年宝塚音楽出版)実況CD 黄昏色のハーフムーン/パラダイス・トロピカーナ